# Groß Pankow (Prignitz)
Groß Pankow (Prignitz) – gmina w Niemczech w kraju związkowym Brandenburgia, w powiecie Prignitz.